# Зак Браф
Закъри Израел Браф (на английски: Zachary Israel Braff) е американски актьор, режисьор, сценарист и продуцент, носител на награда „Грами“ и номиниран за „Еми“, „Сателит“ и три награди „Златен глобус“. Известни продукции с негово участие са филмите „Мистериозно убийство в Манхатън“, „Клуб на разбитите сърца“, „Веселата Коледа на мъпетите“, „Последната целувка“, „Оз: Великият и могъщият“ и сериалите „Смешно отделение“, „Развитие в застой“ и „Агнешко“.

## Биография

### Произход
Зак Браф е роден на 6 април, 1975 г. в Южен Ориндж, Ню Джърси, САЩ. Баща му Харолд Браф е адвокат и професор по социология, а майка му Ан работи като клиничен психолог. Зак има двама братя – Джош и Адам и сестра Шошана.

### Кариера
Зак Браф става популярен с ролята си в телевизионната поредица на NBC, „Смешно отделение“, в която играе Джон „Джей Ди“ Дориан. С този сериал актьорът получава първата си номинация за наградите „Еми“.
През 2004 г. Браф написва и режисира филма „Гардън Стейт“ (Garden State). Саундракът към филма, който Браф режисира и продуцира, му носи награда „Грами“ за „Най-добър саундтрак албум“ за 2005 г.

## Избрана филмография
- „Мистериозно убийство в Манхатън“ (1993)
- „Синя луна“ (2000)
- „Клуб на разбитите сърца“ (2000)
- „Смешно отделение“ (сериал, 2001 – 2010)
- „Веселата Коледа на мъпетите“ (тв филм, 2002)
- „Гардън Стейт“ (сценарист и режисьор, 2004)
- „Чикън Литъл“ (анимация – глас, 2005)
- „Развитие в застой“ (сериал, 2005 – 2006)
- „Последната целувка“ (2006)
- „Агнешко“ (сериал, 2012)
- „Бивши“ (сериал, 2012)
- „Оз: Великият и могъщият“ (2013)